# Apoprionospio pygmaea
Apoprionospio pygmaea är en ringmaskart som först beskrevs av Hartman 1961.  Apoprionospio pygmaea ingår i släktet Apoprionospio och familjen Spionidae. Inga underarter finns listade i Catalogue of Life.